# داده‌های نیمه‌ساخت‌یافته
داده‌های نیمه-ساخت‌یافته شکلی از داده‌های ساخت‌یافته‌ای هستند که از ساختار رسمی از جداول و مدل‌های داده‌ای وابسته به پایگاهِ داده‌هایِ رابطه‌ای مطابقت نمی‌کنند، اما با این وجود شامل برچسب‌ها یا علامت‌ها و شاخص‌هایی هستند که عناصر معنایی را از یکدیگر جدا می‌کنند و سلسله مراتبی از رکوردها و فیلدها را بین داده‌ها ایجاد می‌کنند. 